# Pseudaraeolaimus ocellatus
Pseudaraeolaimus ocellatus is een rondwormensoort uit de familie van de Diplopeltidae. De wetenschappelijke naam van de soort is voor het eerst geldig gepubliceerd in 1981 door Kito.